# Heinrich Band de Krefeld
Heinrich Band (Krefeld, 4 d'abril de 1821 - Krefeld 2 de desembre de 1860) va ser un professor de música i luthier alemany.
Fou un dels 16 fills de Peter Band, també músic i comerciant d'instruments musicals. Se li ha atribuït la invenció del bandoneó el 1846. Altres autors, però, consideren que ell va ser qui el va popularitzar, després que fos inventat per Carl Zimmerman el 1847.
Va exercir com violoncel·lista en una orquestra del seu municipi i hauria conegut cap a 1840 la concertina - creació de Carl Friedrich Ufflig - instrument que pot considerar-se com l'antecessor immediat del bandoneó, incorporant-la posteriorment a l'agrupació musical en la qual actuava. Aquest instrument va despertar el seu interès, però a causa de l'escassa extensió que tenia es va sentir estimulat a perfeccionar-lo. El 1843 es va establir amb un comerç de venda d'instruments on, cap al 1846, hauria aparegut el bandoneó.